# 镇海蛟川书院
镇海蛟川书院位于宁波市镇海区，是一所股份制形式的民办中学，现有两座分校，是宁波市镇海中学的分校。

## 历史沿革
“蛟川”是镇海的别名。清乾隆八年，邑人郑宗璧、李士瀛等将镇海梓荫山下一座罗汉堂改建为书院，取名蛟川书院，不久由巡抚常安改名为鲲池书院，于1906年停办。1998年,镇海大成实业公司出资建立民办初中，命名为宁波市镇海蛟川书院。2001年设立高中部，扩展为完全中学。2006年，投资1.6亿元的新校区正式投入使用。2023年，兴办蛟川书院甬江校区，用地面积约126.5亩，总建筑面积约7万多平方米。

## 学校设施
蛟川书院地处宁波高教园区北区，占地250余亩，总建筑面积近72000平方米，包括行政楼、综合楼、教学楼、实验楼、体艺馆、报告厅、食堂、教师宿舍、学生宿舍、体育馆及一个400米标准体育场。